# Saint-Germain-de-Tournebut
Saint-Germain-de-Tournebut ist eine französische Gemeinde mit 418 Einwohnern (Stand 1. Januar 2022) im Département Manche in der Region Normandie. Sie gehört zum Arrondissement Cherbourg und zum Kanton Valognes. 
Sie liegt auf der Halbinsel Cotentin und grenzt im Norden an Montaigu-la-Brisette, im Nordosten an Octeville-l’Avenel, im Osten an Saint-Martin-d’Audouville, im Südosten an Vaudreville, im Süden an Montebourg, im Südwesten an Saint-Cyr, im Westen an Huberville und im Nordwesten an Tamerville.

## Bevölkerungsentwicklung
| Jahr      | 1962 | 1968 | 1975 | 1982 | 1990 | 1999 | 2008 | 2018 |
| --------- | ---- | ---- | ---- | ---- | ---- | ---- | ---- | ---- |
| Einwohner | 446  | 385  | 298  | 332  | 346  | 355  | 386  | 434  |

## Sehenswürdigkeiten

Kirche Saint-Germain

- Kirche Saint-Germain